# Аширово
Аши́рово — деревня в Кунашакском районе Челябинской области. Административный центр Ашировского сельского поселения.
Аширово — от арабского слова عشر *Ашр (на башкирском Ғәшир), что означает в переводе на русский Десять.  
Деревня основана в середине 18 века юртовым старшиной Терсятской волости Аширом Буксаргиным (по его имени названо).

## География
Расстояние до районного центра, Кунашака, 49 км.

## Население
| 2002 | 2010 |
| ---- | ---- |
| 310  | ↘243 |

(в 1970—473, в 1983—413, в 1995—296)
По данным Всероссийской переписи, в 2010 году численность населения села составляла 243 человека (110 мужчин и 133 женщины).

## Улицы
Зеленая улица
Центральная улица.

## Достопримечательности
НЛО в деревне Аширово Челябинской области, 2012

## Инфраструктура
- ФАП
- библиотека
- школа
- клуб и библиотека